# Abraham Maslow
Abraham Maslow (Brooklyn, Nueva York; 1  de abril de 1908-Menlo Park, California; 8 de junio de 1970) fue un psicólogo estadounidense conocido como uno de los fundadores y principales exponentes de la psicología humanista, una corriente psicológica que postula la existencia de una tendencia humana básica hacia la salud mental, que se manifestaría como una serie de procesos de búsqueda de autoactualización y autorrealización.
Su posición se suele clasificar en psicología como una «tercera fuerza», y se ubica teórica y técnicamente entre los paradigmas del conductismo y el psicoanálisis. Sus últimos trabajos lo definen además como pionero de la psicología humanista.
El desarrollo teórico más conocido de Maslow, la pirámide de las necesidades, es un modelo que plantea una jerarquía de las necesidades humanas, en la que la satisfacción de las necesidades más básicas o subordinadas da lugar a la generación sucesiva de necesidades más altas o superordinadas. Sin embargo, según Maslow, únicamente aquellas necesidades no satisfechas generan una alteración en la conducta, ya que una necesidad suplida no genera por sí misma ningún efecto. Otro principio fundamental de su teoría es el que sugiere que las únicas necesidades que nacen con el individuo son las de la base, es decir, las necesidades fisiológicas, y las demás surgen a partir de estas necesidades una vez que ya han sido suplidas.

## Biografía
Nacido en Brooklyn, Abraham Maslow fue el mayor de siete hermanos cuyos padres eran emigrantes judíos procedentes de Ucrania. Era lento y ordenado, y recordaba su niñez como solitaria y bastante infeliz. En sus propias palabras: «Yo era un niño pequeño judío en un barrio no judío. Era un poco como ser el primer negro en una escuela de blancos. Estaba solo e infeliz. Crecí en las bibliotecas y entre libros». Maslow iba a estudiar Derecho, pero finalmente fue a la Escuela de Postgrado de la Universidad de Wisconsin para estudiar psicología. En diciembre de 1928, antes de terminar sus estudios, se casó con su prima mayor Bertha Goodman, y durante esa época conoció a su principal mentor, el profesor Harry Harlow. Comenzó una línea original de investigación, estudiando el comportamiento sexual y de dominación de los primates. BA en 1930, obtuvo su maestría en 1931 y su doctorado en 1934, todos en psicología y en la Universidad de Wisconsin. En 1943 fue el año donde se propuso la teoría psicológica llamada hoy en día «Jerarquía de necesidades de Maslow», una teoría sobre la motivación humana. Un año después de su graduación, volvió a Nueva York para trabajar con Edward Thorndike en la Universidad de Columbia, donde empezó a interesarse en la investigación de la sexualidad humana. Allí encontró a otro mentor en Alfred Adler, uno de los primeros colegas de Sigmund Freud.
Entre 1937 y 1951, Maslow estuvo en la facultad del College de Brooklyn de la Universidad de la Ciudad de Nueva York, donde asumió un cargo académico de profesor y comenzó a dar clases a tiempo completo. En Nueva York entró en contacto con muchos inmigrantes europeos que llegaban a Estados Unidos, en especial a Brooklyn; personas como Alfred Adler, Erich Fromm, Karen Horney, así como varios psicólogos de la Gestalt y freudianos. En concreto, conoció a dos mentores más, la antropóloga Ruth Benedict y el psicólogo de la Gestalt Max Wertheimer, a quienes admiraba tanto profesional como personalmente. Estos eran tan consumados en sus respectivos campos, y tan «maravillosos seres humanos» para él, que empezó a tomar notas acerca de ellos y de su comportamiento. Esta sería la base de su investigación y pensamiento a lo largo de toda su vida sobre la salud mental y el potencial humano. En 1951 Maslow se mudó a Boston y pasó a ser jefe del departamento de psicología en la Universidad de Brandeis, donde permaneció diez años y tuvo la oportunidad de conocer a Kurt Goldstein (quien le introdujo al concepto de autorrealización) y empezó su propia andadura teórica. Fue aquí también donde empezó su cruzada a favor de la psicología humanista (corriente que ulteriormente llegó a tener mayor alcance que la teoría de las necesidades).

Pirámide de Maslow: jerarquía de necesidades.

La tesis central de la pirámide de las necesidades, que ha tenido aplicación en diversos campos incluso más allá de la psicología, expresa que los seres humanos tienen necesidades estructuradas en diferentes estratos, de tal modo que las necesidades secundarias o superiores van surgiendo a medida que se van satisfaciendo las más básicas. La aplicación de las teorías de Maslow en la psicología laboral buscaba afianzar la estima de los trabajadores, ayudarlos a crecer, a autorrealizarse y a innovar en la empresa. Escribió extensamente sobre el tema, tomando prestadas ideas de otros psicólogos y añadiendo su propia aportación de forma significativa, destacando, además de los conceptos de jerarquía de necesidades y autorrealización, los de metanecesidades, metamotivación y experiencias sublimes. Maslow se convirtió en el líder de la escuela humanista de psicología que surgió en los años 1950 y 1960, a la que él se refería como la «tercera fuerza» —más allá de la teoría freudiana y el conductismo—. En 1967, la American Humanist Association lo nombró Humanista del Año. En los últimos años de su vida y ya semirretirado de la actividad docente, Maslow se dedicó a un gran proyecto teórico no acabado: desarrollar una filosofía y una ética que concordaran con las hipótesis de la psicología humanista. El 8 de junio de 1970 murió en California a causa de un infarto del miocardio.

## Teorías humanísticas de autorrealización
Abraham Maslow influyó notablemente en la visión del mundo para la sociedad. Proporcionó un nuevo rostro al estudio del comportamiento humano. Llamó a su nueva disciplina «Psicología Humanista».
Su vida familiar y sus experiencias influyeron en sus ideas psicológicas. Tras la Segunda Guerra Mundial, Maslow comenzó a cuestionarse el modo en que los psicólogos llegan a sus conclusiones, y, aunque no estaba totalmente en desacuerdo, tenía sus propias ideas sobre cómo entender la mente humana.
Los psicólogos humanistas postulan que todas las personas tienen un intenso deseo de realizar completamente su potencial, para alcanzar un nivel de «autorrealización». Para probar que los seres humanos no solamente reaccionan ciegamente a las situaciones, sino que tratan de realizar una tarea mayor, Maslow estudió mentalmente a individuos saludables en lugar de a personas con serios problemas psicológicos. Esto le proporcionó información para su teoría de que la gente vive «experiencias cumbre», momentos sublimes en la vida en los que el individuo está en armonía consigo mismo y con su entorno. Desde la perspectiva de Maslow, las personas autorrealizadas pueden vivir muchas experiencias cumbre durante el día, mientras que otras tienen esas experiencias con menor frecuencia. Creía que las drogas psicodélicas como el LSD y la psilocibina pueden producir experiencias cumbres en las personas adecuadas en las circunstancias adecuadas.

### Jerarquía de necesidades

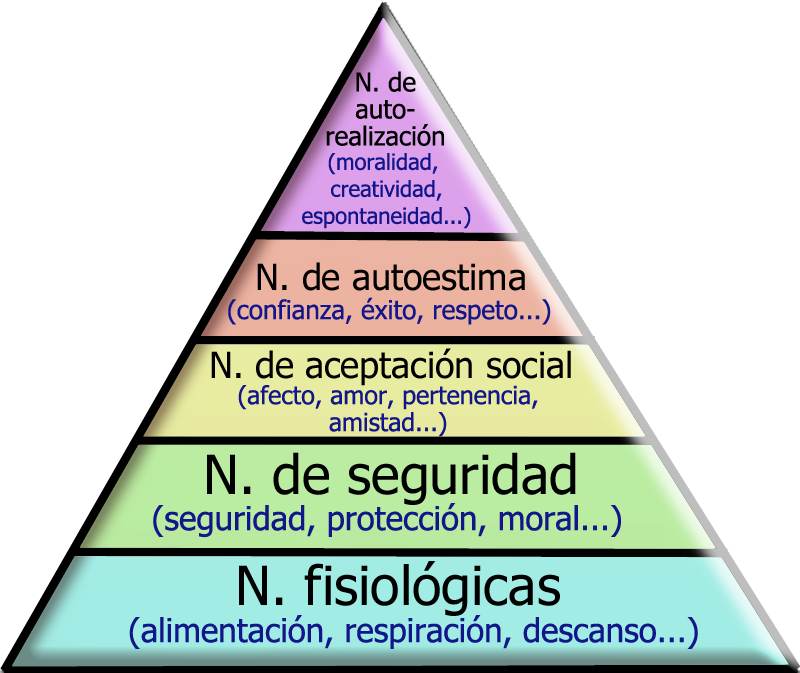
Interpretación de la jerarquía de necesidades de Maslow, representada como una pirámide con las necesidades básicas abajo.

Maslow ideó una ayuda visual para explicar su teoría, que llamó «jerarquía de necesidades», consistente en una pirámide que contiene las necesidades humanas, psicológicas y físicas. Subiendo escalón a escalón por la pirámide, se llega a la autorrealización. En la base de la pirámide se encuentran las «necesidades básicas» o «necesidades fisiológicas», que incluyen la alimentación (comer y beber), la respiración, la eliminación (orinar, defecar, sudar, etc.), el descanso y el sueño y, en general, el mantenimiento involuntario e instintivo de las funciones corporales que hacen posible la vida. El siguiente nivel es el de las «necesidades de seguridad y protección»: seguridad, orden y estabilidad. Estos dos primeros escalones son importantes para la supervivencia de la persona. Una vez que los individuos tienen satisfecha su nutrición, cobijo y seguridad vital, tratan de satisfacer otras necesidades. El tercer nivel es el de «necesidad de amor y pertenencia», compuesto por necesidades psicológicas; cuando los seres humanos han cuidado de sí mismos físicamente, están listos para compartirse a sí mismos con otros. El cuarto nivel se alcanza cuando los individuos se sienten cómodos con lo que han conseguido; este es el nivel de «necesidad de estima», que incluye el éxito y el estatus, fundamentalmente en la percepción propia (autoestima), aunque también en la percepción que los demás le transmiten (heteroestima). La cima de la pirámide es la «necesidad de autorrealización», y se supera cuando se alcanza un estado de armonía y entendimiento.
Maslow basó su estudio en las varias ideas de otros psicólogos, en Albert Einstein y en personas que conocía que claramente cumplían con el estándar de autorrealización. Usó los escritos y realizaciones de Einstein para ejemplificar las características de la persona autorrealizada. Encontró que todos los individuos que estudió presentaban rasgos de personalidad similares: todos estaban «centrados en la realidad», capaces de diferenciar lo que era fraudulento de lo que era genuino. También estaban «centrados en los problemas», en el sentido de que trataban las dificultades de la vida como problemas que requerían solución. Estos individuos también estaban cómodos cuando estaban solos y tenían relaciones personales saludables. Solo tenían unos pocos familiares y amigos cercanos, más que un gran número de relaciones superficiales. Una figura histórica que resultó útil a Maslow en su camino hacia el entendimiento de la autorrealización fue Lao-Tsé, el «padre del taoísmo». Un principio del taoísmo consiste en que las personas no obtienen significado personal ni placer buscando posesiones materiales.
Cuando Maslow introdujo estas ideas, algunos no estaban preparados para entenderlas; otros le tildaron de acientífico. Algunas veces considerado como en desacuerdo con Freud y su teoría psicoanalítica, Maslow realmente posicionó su trabajo como un complemento vital al de Freud. En su libro Toward a Psychology of Being (1968), afirmaba: «Es como si Freud nos proporcionase la mitad enferma de la psicología y ahora debamos completarla con la mitad sana». Maslow encuentra dos facetas de la naturaleza humana, la sana y la enferma, de modo que considera que deberían existir dos caras en la psicología.
Consecuentemente, argumentaba Maslow, la forma en la que las necesidades esenciales son satisfechas es tan importante como las necesidades en sí mismas. Juntos, estos dos elementos definen la experiencia humana. En la medida en que una persona satisface su impulso de cooperación social, establece relaciones significativas con otras personas y amplía su mundo. En otras palabras, establece conexiones significativas con una realidad externa —un componente esencial de la autorrealización—. En cambio, en la medida en que las necesidades vitales encuentran egoísmo y satisfacción del deseo de competición/competencia, la persona adquiere emociones hostiles y limita sus relaciones con la realidad externa —su conciencia permanece internamente limitada.
Ruth Benedict y Max Wertheimer fueron modelos de la autorrealización para Maslow. A partir de ellos generalizó que, entre otras características, las personas autorrealizadas tienden a enfocar sus problemas fuera de sí mismas; tienen un sentido claro de lo que es verdadero y lo que es falso; son espontáneos y creativos; y no están demasiado aferrados a las convenciones sociales.
Más allá de la rutina de la satisfacción de las necesidades, Maslow previó experiencias extraordinarias, llamadas «experiencias cumbre», que constituyen momentos de profundo amor, entendimiento, felicidad, o arrobamiento, durante los que la persona se siente más completa, viva, autosuficiente, e incluso como la propia continuación del mundo, más consciente de la verdad, la justicia, la armonía, la bondad, y ese tipo de sentimientos. Las personas autorrealizadas tienen muchas experiencias de este tipo.
Maslow utilizó el término «metamotivación» para describir a las personas autorrealizadas que actúan impulsadas por fuerzas innatas que están más allá de sus necesidades básicas, de tal modo que pueden explorar y alcanzar su completo potencial humano.
Es de vital importancia mencionar que Sostrom concluyó los trabajos truncados por la muerte de Maslow.

## Obras
Obras completas de Abraham Maslow
- Una teoría sobre la motivación humana (1943)
- Motivación y personalidad (1954)
- El hombre autorrealizado: Hacia una psicología del Ser (1962)
- Religions, Values, and Peak Experiences (1964)
- El Management Según Maslow: Una Visión Humanista para la Empresa de Hoy (1965)
- La personalidad creadora (1971)
- The Psychology of Science: A Reconnaissance (1966)
- New Knowledge in Human Values (1959)
- La amplitud potencial de la naturaleza humana (1971)

## Legado
Más adelante, Maslow se preocupó por cuestiones como: "¿Por qué no se autorrealizan más personas si sus necesidades básicas están satisfechas?
¿Cómo podemos entender humanísticamente el problema del mal?"
En la primavera de 1961, Maslow y Tony Sutich fundaron el Journal of Humanistic Psychology, con Miles Vich como editor hasta 1971. La revista imprimió su primer número a principios de 1961 y sigue publicando artículos académicos.
Maslow asistió a la reunión de fundación de la Asociación para la Psicología Humanista en 1963, donde declinó el nombramiento como su presidente, argumentando que la nueva organización debería desarrollar un movimiento intelectual sin un líder, lo que resultó en una estrategia útil durante los primeros años del campo.
En 1967, Maslow fue nombrado Humanista del Año por la Asociación Humanista Americana.